# Zeheba respectabilis
Zeheba respectabilis là một loài bướm đêm trong họ Geometridae.